# トカイのワイン産地の歴史的・文化的景観
トカイのワイン産地の歴史的・文化的景観（トカイのワインさんちのれきしてき・ぶんかてきけいかん）は、ハンガリーの世界遺産の一つである。トカイ地方（Tokaj-Hegyalja ; Hegyaljaは元来山麓の小丘を意味する）は、今日のハンガリー北東部に位置する歴史的なワイン産地で、28の有名な村と7000ヘクタールのブドウ畑から成る。ブドウ畑のうち、現在も栽培が行われているのはおよそ5000ヘクタールである。トカイのワイン地方は、ブドウ畑の文化的景観がユネスコの世界遺産に登録されている珍しい例の一つではあるが、世界遺産に登録される遥か以前より、貴腐ワインの名産地としてその名を知られていた。

## 特色
トカイワインの産地が独特なのは、以下のような特色によるものである。
土壌と微気候
トカイの土壌は火山性の底土である粘土質の土壌や黄土に覆われている。微気候は南向きの斜面とそれへの日照、ティサ川・ボドログ川の近くに位置していることや周辺のオーク林などの要因によって決まっており、ブドウをかさかさにするボトリティス・シネレア（Botrytis cinerea、貴腐菌）の繁殖にはもってこいである。
ブドウの原産種の多様性
フルミントやハールシュレヴェリューといった品種が、イエロー・マスカット（Sárgamuskotály）やZétaとともに栽培されているが、トカイ地方ではこれらの品種の栽培しか公認されていない。
貯蔵室
西暦1400年から1600年の頃に、固い岩盤を繰りぬいて、巨大な貯蔵設備群が設置された。地下貯蔵庫内は常に摂氏10-12度くらいの温度である。貯蔵庫内は湿度85-90%に保たれているため、カビで覆われている。こうしたカビに適した湿度が、貴腐ワインであるトカイワインの熟成にとっても理想的な条件なのである。
呼称のシステム
1757年の王令でトカイに生産地区が設定された。これは世界で最初のワインの原産地名称保護制度（appellation）のシステムである。ブドウ畑を等級で分類することは1730年に始まり、1765年と1772年の国勢調査で完成した。

## 歴史
トカイ地方で最初にワインが作られたのが何時のことなのかは明らかになっていない。現存する史料からは、12世紀にはトカイにブドウ畑が作られていたことが分かっているので、この地でワイン生産が始まったのはそれより前であることは明らかだが、具体的な時期の推定は論者によってまちまちである。ただ、多くの専門家たちは、トカイでのブドウ栽培がケルト人たちの時代には始まっていたと主張している。Erdőbényeでは石化したブドウの葉が出土しているが、これは3世紀後半に遡り、古代ローマ時代のブドウ栽培を跡づけている。
スラヴ人たちがこの地方にやって来たのは5世紀後半か6世紀はじめである。トカイの語源は、一説にはスラヴ語のStokaj（合流点）ではないかともされている。トカイはボドログ川とティサ川という2つの川の合流点にあるからである。スロヴァキア人たちは、スラヴ人たちがこの地方でのブドウ栽培を引き継いだと主張している。トカイの別の語源としては、アルメニア語で「ブドウ」を意味する語から来たとする説もある。
マジャール人たちが移り住んできたのは9世紀末のことである。ここから、ブドウ栽培は東から、おそらくカバル族（Kabar tribe）によってもたらされたとする説も出てくる。マジャール人自身は、独自のワイン製造の伝統を持っていた様である。
ハンガリー王ベーラ3世（在位1130年-1162年）とベーラ4世（在位1235年-1270年）のそれぞれの治世下で、ラテン系民族がトカイに招かれて入植した。このラテン系民族はおそらくフランス北部からのワロン人とされるが、イタリア人とする研究者もいる。また、12世紀までにスラヴ系民族（スロヴァキア人とルシン人）もブドウ栽培にかかわっていたとする記録もあるが、いずれにしてもトカイが一大ワイン生産地域として発展するのは、16世紀以降のことである。
17世紀からはトカイワインはこの地方になくてはならない商品になり、その輸出は、当時トカイが属していたトランシルバニア地方の歴代領主にとっての多大な収入源となっていた。ただし、時代につれて有名になっていったトカイワインの収入は、ハプスブルク家の支配から独立するための資金源にも結び付いてゆくこととなる。
トカイワインの評判は、1703年に時のトランシルバニア領主ラーコーツィ・フェレンツ2世がフランス王ルイ14世に大量に寄贈したことで、さらに高まった。以降、ヴェルサイユ宮殿ではトカイワインが出され、ルイ14世はその高貴な味わいに喜び、「王者のワインにしてワインの王者」（Vinum Regum, Rex Vinorum）と称えた。
18世紀にはトカイはその繁栄の極みにあった。ポーランドとロシアはトカイワインの重要な輸出先であり、特にロシアにおけるトカイワインの重要さゆえに、ロシアの歴代皇帝たちは、宮廷でのワインを確保しようとトカイを事実上の植民地としていた。
1795年のポーランド分割とそれに伴う関税賦課は、トカイワインの輸出に深刻な打撃を与え、地域経済の急速な下落に結びついた。しかし、これはトカイの三大危機の嚆矢に過ぎなかった。第二の危機は1885年のブドウネアブラムシの大発生で、数年にわたりブドウ畑のかなりの部分が台無しにされた。第三の危機はトリアノン条約によって当時のハンガリーが領土の三分の二を失ったことであり、これによって国内市場の大半へのアクセスが断たれた。トカイ地方自体、そのうち120ヘクタールが新たに生まれたチェコスロヴァキアに割譲されてしまった。現在はスロヴァキア領になっているその地域は、スロヴァキアの一大ワイン産地の一部となっている。
共産主義政権下のハンガリーでは、トカイワインの質も名声も低下傾向にあった。しかし、ハンガリーの民主化が実現した1990年以降、トカイ地方に莫大な投資が行われ、「トカイ・ルネサンス」と称される状況を作り出した。現在、トカイ地方には600箇所ほどのワイン醸造所があるが、そのうち50箇所はあらゆる種類のワインを生産している。
2004年6月に、ハンガリー政府とスロヴァキア政府の間で、スロヴァキア領内における「トカイ」の名称使用についての合意が成立した。この合意に従い、スロヴァキア領内の定められた地域（面積 5.65 km2）で作られたワインには「トカイ」の名称を用いてよいことになった。しかし、スロヴァキア領内では1990年以降のハンガリーのワイン関連法に記載された同一基準を導入するための法的拘束力のある約束を遵守していない。誰がそうした法的枠組みを調査し、強制するのか、ということもまだ決まっていない。その論争は、トカイワインのブランドを巡るハンガリーと5つの国（イタリア、フランス、スロベニア、スロヴァキア、オーストリア）の国際訴訟へと、スロヴァキアを巻き込むことになった。

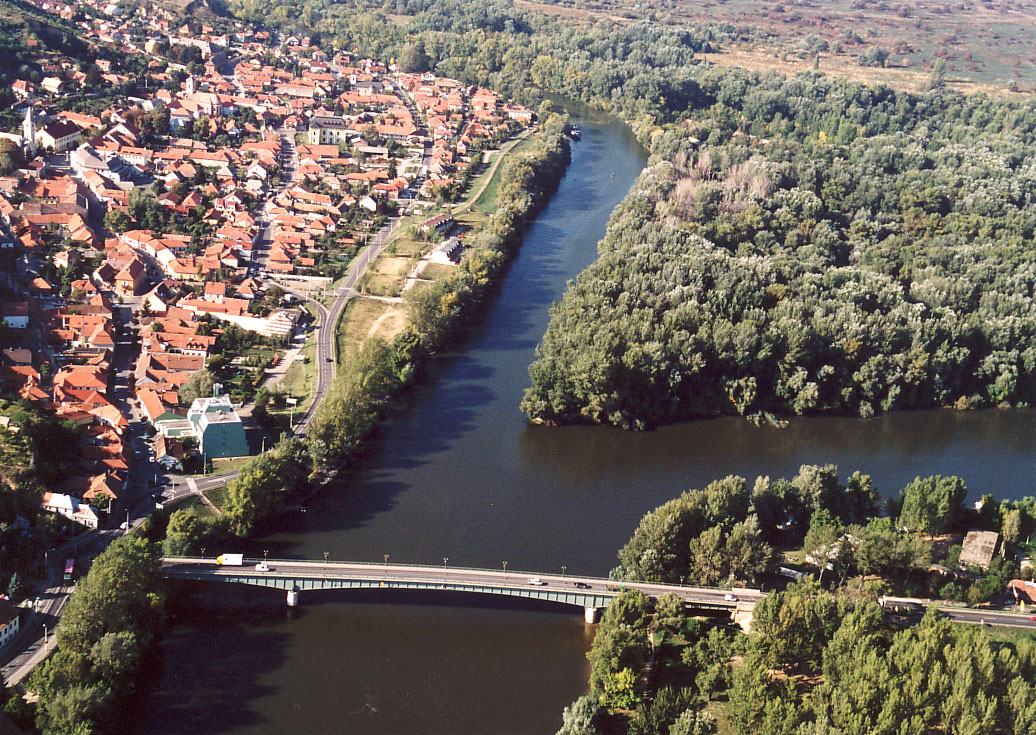
トカイにおけるティサ川とボドログ川

## 登録名
日本語名には以下のような表記の揺れがある。
- トカイワイン産地の歴史的文化的景観 - 日本ユネスコ協会連盟[3]
- トカイ地方のワイン産地の歴史的文化的景観 - 世界遺産検定事務局[4]
- トカイワイン生産地域の歴史的・文化的景観 - なるほど知図帳[5]

2005年2月20日には、TBS系の紀行・ドキュメンタリー番組『THE世界遺産』第435回放送分にて「トカイ地方のワイン産地の文化的景観（ハンガリー）」のサブタイトルで特集・放送された。

## 登録対象
登録対象になっているのは、トカイのワイン産地（Tokaj Wine Region, 登録ID 1063-001）と関連する6箇所の貯蔵設備群である。

## 登録基準
この世界遺産は世界遺産登録基準のうち、以下の条件を満たし、登録された（以下の基準は世界遺産センター公表の登録基準からの翻訳、引用である）。
- (3) 現存するまたは消滅した文化的伝統または文明の、唯一のまたは少なくとも稀な証拠。
- (5) ある文化（または複数の文化）を代表する伝統的集落、あるいは陸上ないし海上利用の際立った例。もしくは特に不可逆的な変化の中で存続が危ぶまれている人と環境の関わりあいの際立った例。